# 争取变革独立人士
争取变革独立人士（英語：Independents 4 Change，缩写为I4C）是爱尔兰的一个左翼政党。该党成立于2014年，当时取名为争取平等运动独立人士。2015年9月，该党改用现名。该党的意识形态是社会主义。该党的总部位于都柏林。